# Kinakridonpigment

Kinakridonpigmentens grundstruktur

Kinakridonpigmenten är en grupp syntetiska, organiska pigment som utgörs av kinakridon, närmare bestämt linjärt trans-kinakridon, och derivat därav.
Kinakridonpigmenten omfattar nyanser från lila, via rött, till gult orange, är färgstarka, ofta transparenta och uppvisar i flera fall utmärkt ljusäkthet.
Kinakridoner i olika former har varit kända sedan förra sekelskiftet. Det kinakridon som bildar bas för den här pigmentgruppen upptäcktes 1935 och har producerats som pigment sedan 1958.
Bland de mest använda kinakridonpigmenten är C.I Pigment Violet 19 (kinakridon) och C.I. Pigment Red 122, exempel på både ljusäkta, värmetåliga och kemiskt beständiga pigment använda i flera olika sammanhang, såsom inom industri och hantverk, inom tryckeri, i bläckskrivare och i konstnärsfärger. PV19 och PR122 är två av de pigment som (2010) normalt ingår i färgtillverkarnas brytsystem för målarfärg.
| Pigment Violet 19 | 73900 / 46500         | Kinakridon, i β-kristallform                                           | Rödviolett, magenta ("quinacridone violet")                                |  | [ 4 ] [ 5 ] [ 9 ] [ 10 ] |
| Pigment Violet 19 | 73900 / 46500         | Kinakridon, i γ-kristallform                                           | Röd med dragning åt magenta ("quinacridone red", "quinacridone rose")      |  | [ 4 ] [ 5 ] [ 9 ] [ 10 ] |
| Pigment Violet 55 |                       | Blandkristall av 2,9-diklorkinakridon och 2,9-dimetoxikinakridon       | Djup violett med dragning åt blått                                         |  | [ 9 ] [ 11 ]             |
| Pigment Red 122   | 73915                 | 2,9-dimetylkinakridon                                                  | Blåtonad röd, magenta ("quinacridone magenta")                             |  | [ 6 ] [ 10 ] [ 12 ]      |
| Pigment Red 202   | 73907                 | 2,9-diklorkinakridon                                                   | Rödviolett, magenta                                                        |  | [ 6 ] [ 12 ]             |
| Pigment Red 206   | 73903 / 73900 + 73920 | Blandkristall av kinakridon, 4,11-diklorkinakridon och kinakridonkinon | Vinröd till rödbrun eller mörkt orange ("burnt orange")                    |  | [ 3 ] [ 12 ] [ 13 ]      |
| Pigment Red 207   | 73900 + 73906         | Blandkristall av kinakridon och 4,11-diklorkinakridon                  | Rödorange, korall                                                          |  | [ 12 ] [ 13 ]            |
| Pigment Red 209   | 73905                 | 3,10-diklorkinakridon                                                  | Rött åt orangehållet                                                       |  | [ 6 ] [ 12 ]             |
| Pigment Orange 48 | 73900 + 73920         | Blandkristall av kinakridon och kinakridonkinon                        | Djup, rödaktig orange med omättad jordfärgston ("quinacridone (red) gold") |  | [ 14 ] [ 13 ] [ 15 ]     |
| Pigment Orange 49 | 73900 + 73920         | Blandkristall av kinakridon och kinakridonkinon                        | Djup orange med en gyllene, jordfärgsgul ton ("quinacridone deep gold")    |  | [ 14 ] [ 13 ] [ 15 ]     |